# Bachia pallidiceps
Espèce
Synonymes
- Brachypus pallidiceps Cope, 1862
- Scolecosaurus blairi Dunn, 1940

Bachia pallidiceps est une espèce de sauriens de la famille des Gymnophthalmidae.

## Répartition
Cette espèce se rencontre au Costa Rica, au Panamá et dans le nord-ouest de la Colombie.

## Publication originale
- Cope, 1862 : Catalogues of the Reptiles Obtained during the Explorations of the Parana, Paraguay, Vermejo and Uraguay Rivers, by Capt. Thos. J. Page, U. S. N.; And of Those Procured by Lieut. N. Michler, U. S. Top. Eng., Commander of the Expedition Conducting the Survey of the Atrato River. Proceedings of the Academy of Natural Sciences of Philadelphia, vol. 14, p. 346-359 & 594 (texte intégral).